# Massais
Pour les articles ayant des titres homophones, voir Macé, Macey, Massay, Massé et Massey.
Massais est une ancienne commune du centre-ouest de la France située dans le département des Deux-Sèvres en région Nouvelle-Aquitaine. Depuis 1er janvier 2017, elle est intégrée à la commune nouvelle de Val en Vignes.
Ses habitants sont appelés les Massaisiens et les Massaisiennes.

## Géographie

### Localisation
Massais se situe au nord du département des Deux-Sèvres dans la région Nouvelle-Aquitaine. 
La commune est située à 10 km de Thouars, à 30 km de Bressuire, à 35 km de Saumur et à 60 km d'Angers.
Commune importante la plus proche : Thouars.

## Histoire
Ancienne paroisse des marches communes d'Anjou et du Poitou, située dans le périmètre du vignoble de Saumur, à la limite du bocage bressuirais et de la plaine de Thouars.
Depuis le 1er janvier 2017, Massais, Cersay et Bouillé-Saint-Paul se sont regroupées pour former la commune de Val en Vignes.

## Politique et administration
Massais faisait partie de la communauté de communes de l'Argentonnais et du Pays Thouarsais
Depuis le 1er janvier 2014 la commune est maintenant membre de la communauté de communes du Thouarsais ( CCT)

### Liste des maires
| Période | Période       | Identité         | Étiquette | Qualité |
| ------- | ------------- | ---------------- | --------- | ------- |
| 1974    | 1989          | Alphonse Paineau |           |         |
| 1989    | décembre 2016 | Claude Ferjou    |           |         |

## Population et société

### Démographie
À partir du XXIe siècle, les recensements réels des communes de moins de 10 000 habitants ont lieu tous les cinq ans. Pour Massais, cela correspond à 2005, 2010, 2015, etc. Les autres dates de « recensements » (2006, 2009, etc.) sont des estimations légales.
| 1793 | 1800 | 1806 | 1821 | 1831 | 1836 | 1841 | 1846 | 1851 |
| ---- | ---- | ---- | ---- | ---- | ---- | ---- | ---- | ---- |
| 612  | 619  | 542  | 642  | 606  | 628  | 603  | 627  | 660  |

| 1856 | 1861 | 1866 | 1872 | 1876 | 1881 | 1886 | 1891 | 1896 |
| ---- | ---- | ---- | ---- | ---- | ---- | ---- | ---- | ---- |
| 692  | 820  | 730  | 736  | 786  | 761  | 818  | 749  | 730  |

| 1901 | 1906 | 1911 | 1921 | 1926 | 1931 | 1936 | 1946 | 1954 |
| ---- | ---- | ---- | ---- | ---- | ---- | ---- | ---- | ---- |
| 697  | 677  | 669  | 623  | 663  | 651  | 649  | 611  | 600  |

| 1962 | 1968 | 1975 | 1982 | 1990 | 1999 | 2005 | 2010 | 2014 |
| ---- | ---- | ---- | ---- | ---- | ---- | ---- | ---- | ---- |
| 650  | 619  | 526  | 552  | 565  | 544  | 590  | 572  | 611  |

## Économie
- Exploitations agricoles.

## Culture locale et patrimoine

### Lieux et monuments
- Église Saint-Hilaire de Massais.

### Patrimoine culinaire
L'apéritif Duhomard créée en 1926 lors du banquet de Massais par Armand Chary.